# Anthem of the Sun (groupe)
Pour les articles homonymes, voir Anthem of the Sun.
Anthem of the Sun est un groupe luxembourgeois de pop rock, actif entre 2009 et 2013.

## Histoire
Le groupe est formé en 2009 par les étudiants Patrick Kraus, Laurent Krier, Christophe Reitz et Jeff Hennico. Le nom du groupe s'inspire de l'album homonyme du groupe américain Grateful Dead, sorti en 1968. En 2010, Anthem of the Sun participe au Screaming Fields Festival, où ils représentent l'Athénée de Luxembourg ; entretemps, la chanteuse Esther Conter et le bassiste Philipp Colling les rejoignent.
Début 2011, les lecteurs de L'Essentiel choisissent Anthem of the Sun comme groupe d'ouverture du concert d'Eternal Tango à Wiltz. Après une performance en mai à Food for Your Senses, ils participent à nouveau en juin à Screaming Fields, où ils remportent le prix de la meilleure chanson avec Broken.
Leur premier EP, Red Balloons, sort en juillet 2011. Les trois chansons, dont la chanson titre homonyme, sont enregistrées avec Ralph Popov au Equinox Studio, de Luxembourg. Vers la fin de cette année, Anthem of the Sun se produit également au Rock the South. En mai 2012, le groupe sort son deuxième et dernier EP Introspection, qui comprend à nouveau trois chansons. Il est enregistré à l'automne 2011 au Holtz Studio à Tünten avec Charel Stoltz. La soirée de sortie a lieu au Melusina Club à Clausen, avec Backyard et Seed to Tree comme groupes de soutien. L'EP avait un tirage de 1 000 exemplaires.
La même année, Anthem of the Sun se produit également au Rock am Knuedler et à la Fête de la musique à Echternach. En 2013, quelques concerts supplémentaires sont ajoutés, avant que le groupe ne se sépare définitivement. Christophe Reitz continue de faire de la musique sous le nom de All Reitz Reserved. Même Jeff Hennico est resté actif dans le groupe District 7 par la suite.

## Discographie

### EP
- 2011 : Red Ballon
- 2012 : Introspection

### Singles
- 2011 : Red Balloon
- 2012 : Beautiful